# がね

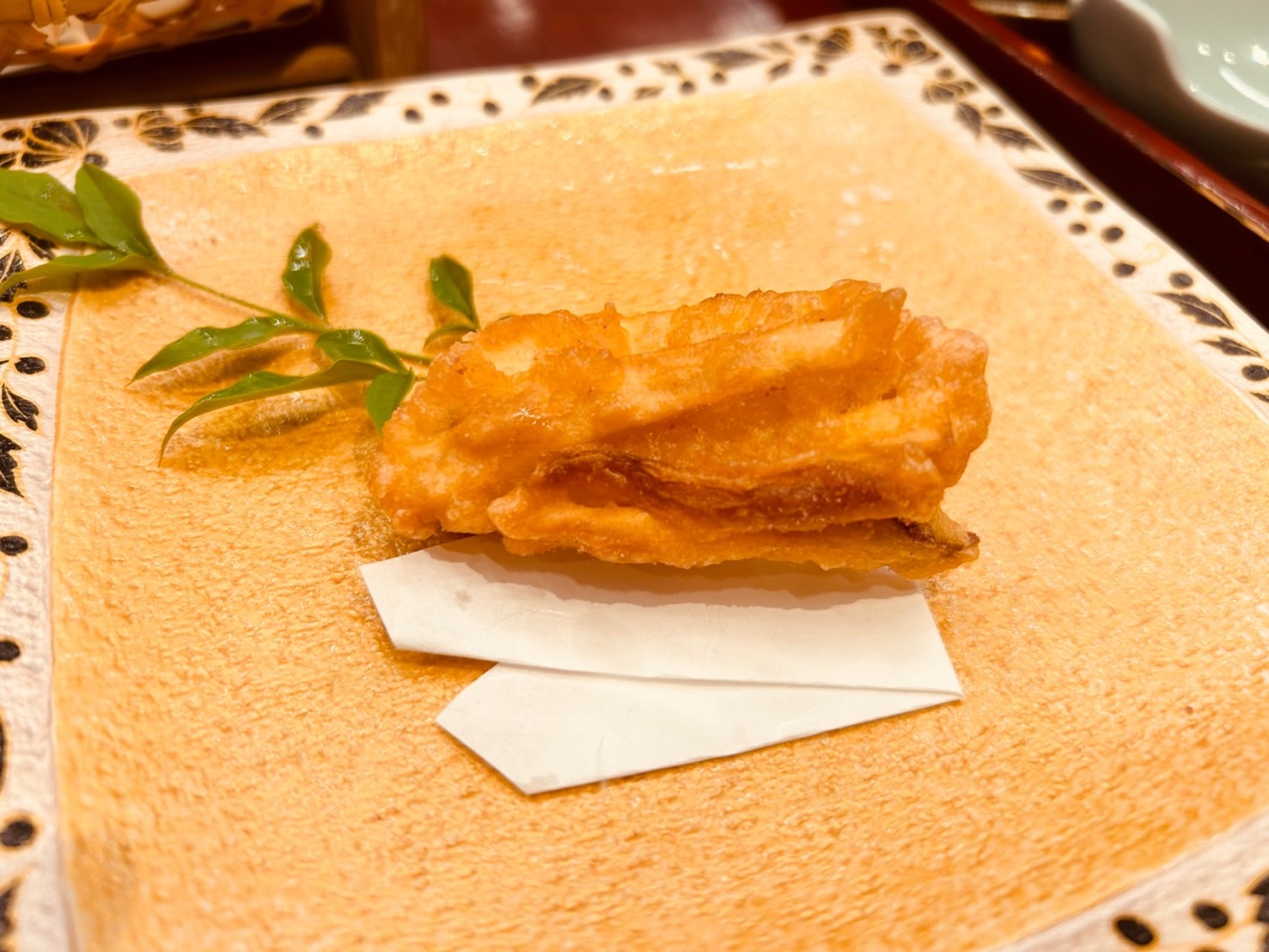
がね

がねは、鹿児島県、宮崎県都城市の郷土料理。サツマイモや野菜の揚げ物である。

## 概要
サツマイモの生産量は鹿児島県が全国1位であり、鹿児島県の特産品として知られる。同じく鹿児島県の特産品として知られるかごしま黒豚の餌に使用されたり、芋焼酎の材料となったり、サツマイモは鹿児島県の食文化に深く根付いており、サツマイモを用いる郷土料理も多い。本料理はそんなサツマイモ料理の1種である。
サツマイモや野菜を太めの千切りにして、衣をつけて揚げる料理であるが、衣には砂糖を多く入れて甘めな味付けにする特徴。サツマイモの使用は共通的であるが、地域により使用する具材や衣の材料は異なる。以下に例示する。
材料
- サツマイモ以外は使わない。
- サツマイモとショウガ。
- ゴボウ、ニンジンを加える。
- このほか、よく使われる材料としてはカボチャ、タマネギ、山菜、イリコ、鶏肉など。

衣
- そば粉のみ。
- 小麦粉のみ。
- もち粉と小麦粉。
- 砂糖を入れない。
- 黒砂糖を入れる。
- 鶏卵入り。

## 名称について
「がね」は、南九州の方言で「カニ」のことであり、出来上がりの姿がカニの似ていることから名付けられた。

## かき揚げとの違い
本料理はかき揚げにも似るが、かき揚げとの違いとして以下のような点が挙げられる。
- 違いその1[4]
  - かき揚げは材料と衣をさっくりと混ぜて軽さを出す。
  - がねは材料と衣をしっかりと混ぜ、カリッとした食感とともにふわりとした食感を出す。
- 違いその2[5]
  - かき揚げは店で食べるもの。
  - がねは家庭料理。
- 違いその3[5]
  - かき揚げと比べてると、がねのほうが甘味が強い。
- 違いその4[5]
  - 「かき揚げうどん」「かき揚げ蕎麦」はあるが、「がねうどん」「がね蕎麦」はない。

地元の住民にとって、がねとかき揚げとは全く違うものであるが、地元の人間でもその違いを説明するのは難しい。